# Casabella
Casabella és una revista mensual italiana d'arquitectura. Va ser creada el 1928 per Guido Marangoni. Des d'aquesta data, la revista ha estat una de les més importants publicacions d'arquitectura a Itàlia i en la resta del món.